# أناهايم دكس
أناهايم دكس (بالإنجليزية: Anaheim Ducks)‏ هو فريق هوكي جليد أمريكي محترف يلعب في شعبة المحيط الهادئ من القسم الغربي في دوري الهوكي الوطني (NHL). حاز على كأس ستانلي مرة واحدة عام 2007.